# Приключения Андре и Пчёлки Уолли
«Приключения Андре и Пчёлки Уолли» (англ. The Adventures of André and Wally B.) — американский короткометражный мультфильм студии «Lucasfilm Graphics Group» 1984 года, демонстрирующийся перед показом полнометражного мультфильма «История игрушек». Режиссёр — Элви Рей Смит.
Первый компьютерный мультфильм в истории человечества.

## Сюжет
Утренний лес. К только что проснувшемуся человечку Андре, который решил прогуляться мимо деревьев, пристаёт пчела Уолли, которая хочет играть с ним. Однако, Андре играть не хочется. Он пальцем указывает на фон сзади Уолли. Пчела оборачивается, а Андре, хихикнув, убегает. Уолли это не нравится, она догоняет Андре и жалит его. Довольная, она летит назад, но Андре кидает в неё свою шапочку, и пчела быстро улетает.

## Персонажи
- Андре  (англ. André) — смешной человечек с большим носом, одетый в красную шапочку, белую майку с узором, красные штаны, перчатки и ботинки. Не любит играть. При необходимости бросается своей шапочкой.
- Уолли (англ. Wally B.) — весёлая пчела, которая любит играть, но не любит, когда её раздражают и когда от неё убегают. При необходимости жалит обидчика.

## История фильма[1]
Работа над фильмом началась ещё в 1983 году в группе разработки компьютерной графики компании «Lucasfilm». Название у группы было «Lucasfilm Graphics Group», а основал её Эд Катмулл. К тому времени группа уже поработала над спецэффектами в фильмах «Звёздные войны» и «Звёздный путь». Но о персонажной анимации у группы не было и речи. Всё изменилось, когда в группу пришёл молодой аниматор Джон Лассетер. Он очень интересовался компьютерными технологиями, за что его не любили в студии «Disney», где он тогда работал.
После выхода диснеевского фильма «Трон», Лассетер глубоко поразился технологиям, которые мог предоставить компьютер художнику. Однако, руководство компании «Disney» и слышать ничего не хотело про затратные технологии. «Трон» оказался проектом неприбыльным, а студия «Disney» не хотела идти на риск. Поэтому, Лассетеру пришлось перебраться из «Disney» в «Lucasfilm».

Уолт Дисней в течение всей своей жизни стремился добавить больше измерений в свою анимацию, я смотрел на это и думал: именно этого так ждал Уолт.
Джон Лассетер о фильме «Трон».

Фильм всё же состоялся. Лассетера приняли на работу как аниматора, однако сначала Лукас скептически относился к аниматору. Принять Лассетера на работу его упросили Эд Катмулл и Элви Рей Смит. Лассетер стал аниматором данного мультфильма, а Элви Рэй Смит — режиссёром. Также Лассетер придумал имена главным героям мультфильма — Андре и Уолли, названных в честь Андре Грегори и Уолли Шоуна, персонажей фильма «Мой ужин с Андре».
Через два года Стив Джобс выкупил компанию «Lucasfilm». Новым главой компании становится режиссёр мультфильма Элви Рэй Смит. Именно он первый придумал дать компании название «Pixar». Так подразделение компании «Lucasfilm» стало анимационной студией «Pixar».
Позже «Disney» выкупила студию «Pixar». Лассетер был одним из создателей студии «Pixar» и режиссёром первого её мультфильма — «История игрушек», вместе с которым демонстрировался и мультфильм «Приключения Андре и Пчёлки Уолли».